# Gisu (peuple)
Pour les articles homonymes, voir Gisu.

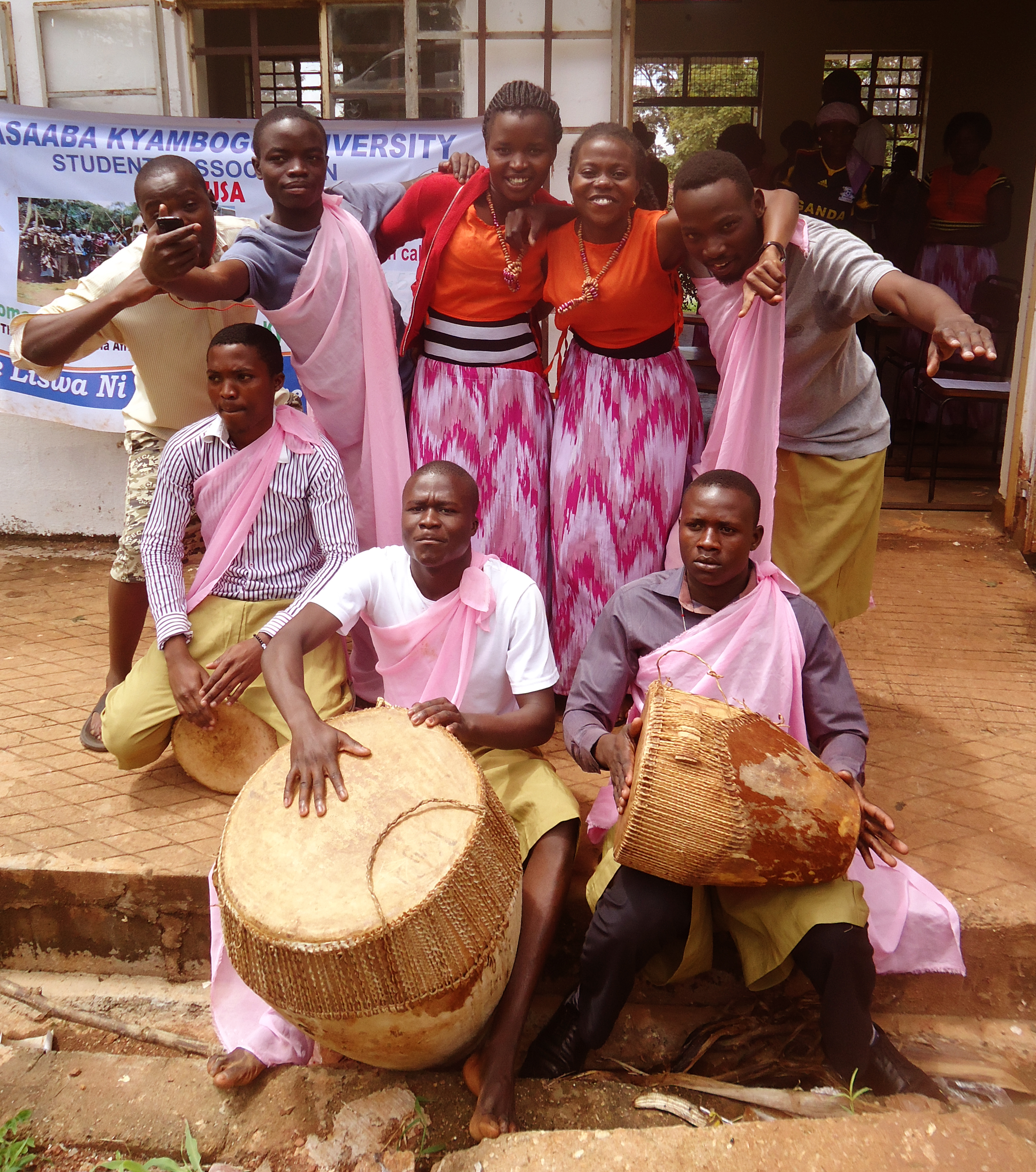
Danseurs bamasaba (Ouganda)

Les Gisu sont une population bantoue d'Afrique de l'Est vivant à l'est de l'Ouganda, également au Kenya.

## Ethnonymie
Selon les sources et le contexte, on rencontre différentes formes, telles que : Abagisu, Bageshu, Bagesu, Bagish, Bagishu, Bagisu, Bamasaba, Busigu, Geshu, Gesu, Gishu, Giso, Gisus, Lamasaba, Malaba, Masaba, Sokwia, Wugusu.

## Langues
Ils parlent le masaaba (ou gisu), une langue bantoue dont le nombre de locuteurs était de 1 120 000 lors du recensement de 2002 en Ouganda. Le swahili est également utilisé.

### Filmographie
- (en) Imbalu: Ritual of Manhood of the Gisu of Uganda, film documentaire de Richard Hawkins et Suzette Heald, 1988, 69 min (DVD)